# Giovanni II Bentivoglio
Giovanni II Bentivoglio (Bologna, 15 febbraio 1443 – Milano, 16 febbraio 1508) è stato un nobile italiano, signore de facto di Bologna dal 1463 al 1506.

## Biografia
Figlio del condottiero Annibale I Bentivoglio e di Donnina Visconti, Giovanni venne armato cavaliere a nove anni. 
In seguito alla morte del cugino Sante Bentivoglio, del quale sposò la fresca vedova Ginevra Sforza, divenne primo cittadino di Bologna nel 1464. Benché la città fosse governata da un senato formato dalle famiglie più importanti, Giovanni comandò in modo assolutistico sulla città come fosse sua signoria. Appassionato d'arte, si circondò di artisti, su tutti Lorenzo Costa, e intellettuali facendo diventare Bologna, già sede di una prestigiosa università, ancor di più un centro culturale, creando una corte anomala, ma assolutamente squisita ed avanzata, tale da far impallidire le vicine corti estensi o montefeltrine. È universalmente riconosciuto come uno dei più grandi principi rinascimentali. Fu legato in amicizia ad un altro protagonista del Rinascimento, Lorenzo de' Medici.
In politica estera, cercò di mantenere la pace con Sforza, Medici e Papa.

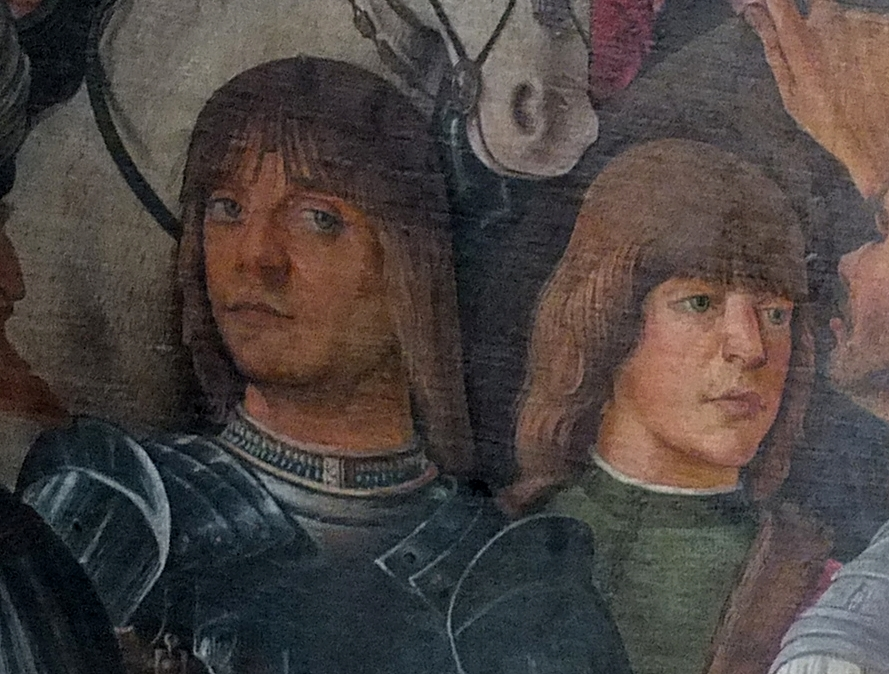
Giovanni (a sinistra) ritratto insieme al figlio Annibale (il giovane sulla destra) nel Trionfo della Fama di Lorenzo Costa, Cappella Bentivoglio.

Verso i primi di ottobre 1480 subì un tentativo di avvelenamento da parte di Girolamo Riario, che aveva corrotto un suo cameriere: questi, dato da bere una prima volta al proprio signore, mise il veleno nel secondo bicchiere e glielo pose dinanzi pieno di vino, ma poi lo rimosse prima che avesse bevuto. Giovanni, accorgendosi di questo mutamento, domandò al servitore perché avesse tolto il bicchiere e quello gli rivelò d'aver ricevuto ordine di avvelenarlo ma di essersene poi pentito, cosicché Giovanni riconoscendo la sua buona natura gli perdonò la vita.

Nel 1488, Giovanni scoprì un piano della famiglia Malvezzi, che aveva cercato anche l'appoggio di Lorenzo il Magnifico, per eliminare i Bentivoglio. Giovanni fece esiliare tutta la famiglia. Nello stesso periodo fece costruire una torre accanto al suo palazzo.

Metà sinistra del Dittico Bentivoglio, di Ercole de' Roberti

Nel 1500, Giovanni ospitò i signori di Pesaro e Rimini, Giovanni Sforza e Pandolfo Malatesta fuggiti via con l'avanzata del conquistatore Cesare Borgia che alla fine decise di attaccare Faenza, il cui signore era Astorre Manfredi, nipote di Giovanni, figlio di sua figlia Francesca. Giovanni aiutò anche Astorre, ma dopo lunga e eroica resistenza Faenza capitolò il 7 marzo 1501. Per punire i Bentivoglio, il Borgia avanzò verso Bologna. Consapevole della sua inferiorità numerica, Giovanni cercò di usare la diplomazia inviando i suoi ambasciatori a trattare con Cesare. Questi chiese e ottenne Castel Bolognese e la promessa di aiuti militari.
Nel 1501 venne scoperta un'altra congiura organizzata stavolta dalla famiglia Marescotti. Già in precedenza però alcuni oppositori dei Bentivoglio avevano cercato l'appoggio di Cesare Borgia per deporre Giovanni. La repressione stavolta, consigliata da Ginevra, fu più aggressiva: molti esponenti furono uccisi. Alle lotte civili, seguirono una grave carestia nel 1504 e un forte terremoto nel 1505.
Intanto i membri dei Malvezzi e Marescotti scampati alle persecuzioni riuscirono a trovare l'appoggio del papa Giulio II che intimò a Giovanni di lasciare la città con la sua famiglia. In realtà Giulio II era intenzionato a riavere il controllo di Bologna. Accordatosi con Luigi XII di Francia, che era stato costretto a mettere a disposizione di Giulio II il proprio esercito, che avrebbe ottenuto un sicuro rifugio a Milano e la conservazione dei propri averi, Giovanni decise di partire la notte del 2 novembre 1506. Nove giorni dopo Giulio II entrò trionfalmente a Bologna. Allontanatisi i Bentivoglio, i loro rivali saccheggiarono e distrussero la dimora di famiglia.

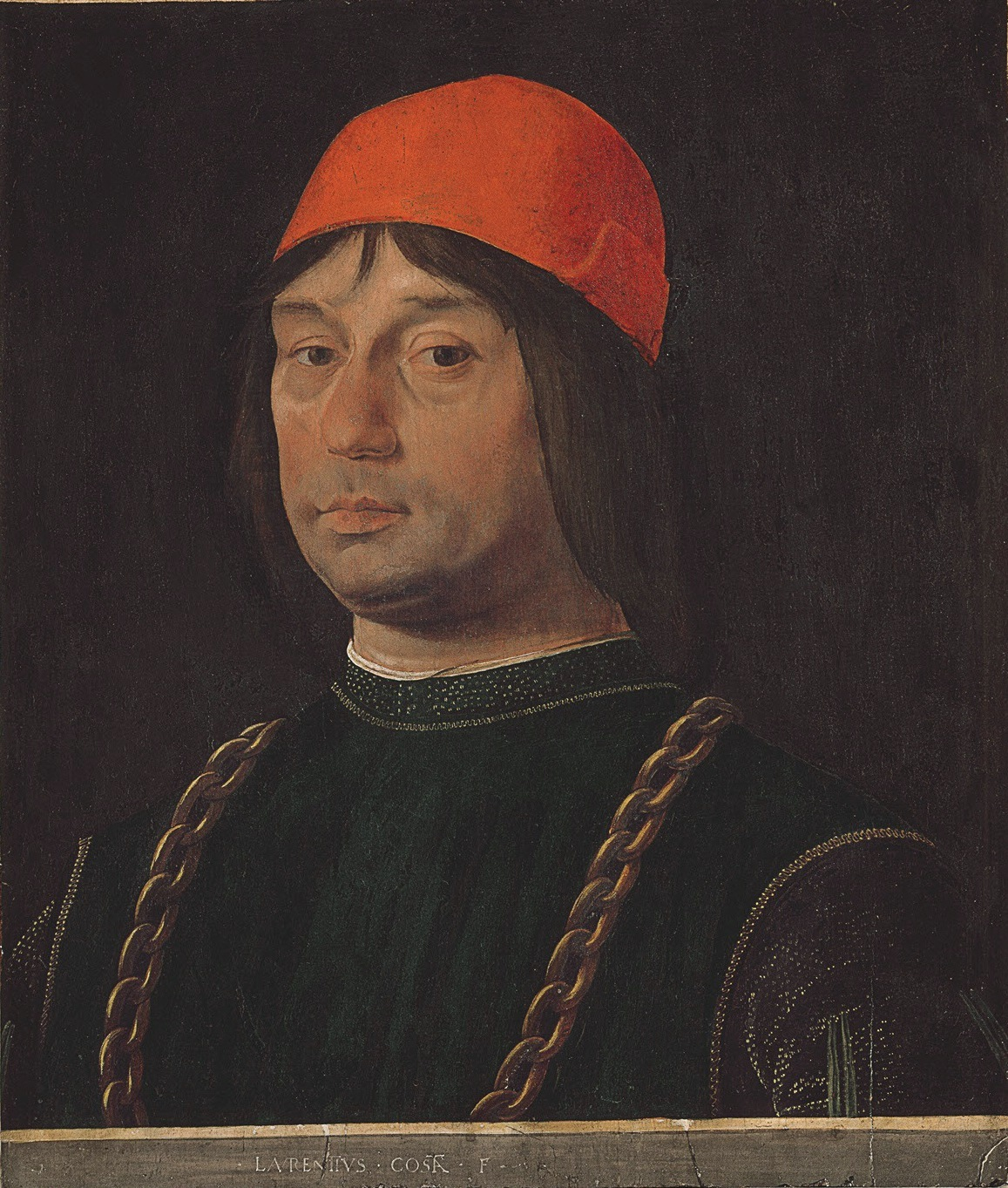
Ritratto di Giovanni II Bentivoglio di Lorenzo Costa

I figli di Giovanni, Annibale II ed Ermes, tentarono di riprendere il potere ma vennero sconfitti a Casalecchio. Giovanni venne imprigionato e processato ma dichiarato innocente. 
Morì a Milano nel febbraio del 1508 e venne sepolto nella locale chiesa di San Maurizio.
Diede a Lorenzo Costa l'incarico di raffigurare la sua numerosa famiglia. Il dipinto si trova ancora oggi nella chiesa di San Giacomo Maggiore.

## Matrimonio e discendenza

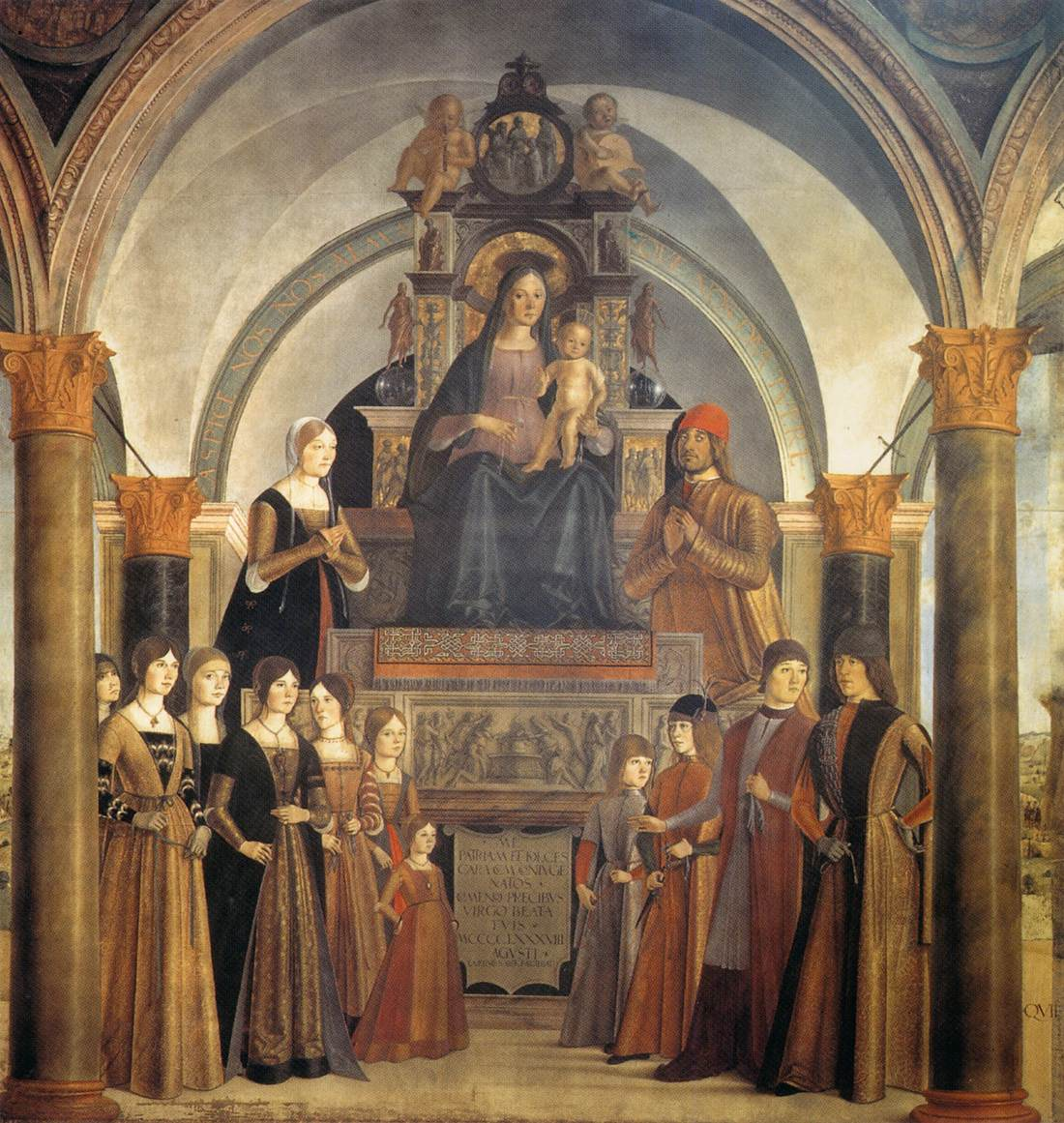
La Pala Bentivoglio, di Lorenzo Costa, raffigurante la nutrita figliolanza di Giovanni II Bentivoglio

Dopo la morte del cugino, ne sposò la vedova nel 1464, Ginevra Sforza, la quale gli diede infatti sedici figli di cui undici raggiunsero l'età adulta:
- Annibale (1465-infante);
- Bianca (25 marzo 1467-1519), sposa di Niccolò Maria Rangoni signore di Spilamberto dal 1481;
- Francesca (18 febbraio 1468-1504), sposata a Galeotto Manfredi che uccise, e poi a Guido II Torelli;
- Annibale (4 febbraio 1469-1540) che sposò Lucrezia, figlia di Ercole I d'Este e fu signore di Bologna dal 1511 al 1512;
- Eleonora (poco prima del 2 aprile 1470-1540) moglie di Giberto Pio di Carpi dal 1486;
- Donnina (28 luglio 1471-infante);
- Antongaleazzo (7 dicembre 1472-1525) prelato;
- Camilla (20 dicembre 1473-1541), monaca al Corpus Domini in Bologna;
- Alessandro (fine 1474-1532), che sposò Ippolita Sforza;
- Violante (novembre 1475-?), sposa di Pandolfo IV Malatesta;
- Ermes (fine 1476-1513);
- Laura (17 ottobre 1477-1523), sposa di Giovanni Gonzaga;
- Isotta (1478-infante);
- Isotta (1479-?), fidanzata nel 1488 a Ottaviano Riario, ruppe il fidanzamento nel 1496 per farsi monaca al Corpus Domini[8];
- Cornelio (26 febbraio 1481-infante);

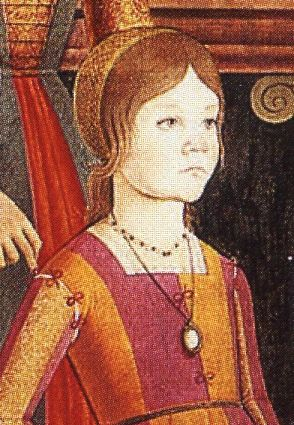
Isotta Bentivoglio

- Ludovico (27 giugno 1482-infante).

Ebbe anche numerosi figli naturali.

## Ascendenza
|                                                        |                                     |                                    | Genitori                  |  |  | Nonni |  |  | Bisnonni                                   |  |  | Trisnonni           |  |
|                                                        |                                     |                                    |                           |  |  |       |  |  | Giovanni I Bentivoglio, signore di Bologna |  |  | Antonio Bentivoglio |  |
|                                                        |                                     |                                    |                           |  |  |       |  |  | Giovanni I Bentivoglio, signore di Bologna |  |  | Antonio Bentivoglio |  |
|                                                        |                                     | Zanna Calorio de' Maranensi        |                           |  |  |       |  |  | Giovanni I Bentivoglio, signore di Bologna |  |  |                     |  |
| Anton Galeazzo Bentivoglio, signore di Bologna         |                                     |                                    |                           |  |  |       |  |  | Giovanni I Bentivoglio, signore di Bologna |  |  |                     |  |
|                                                        |                                     | Elisabetta da Castel San Pietro    | Cino da Castel San Pietro |  |  |       |  |  |                                            |  |  |                     |  |
|                                                        |                                     | Elisabetta da Castel San Pietro    | Cino da Castel San Pietro |  |  |       |  |  |                                            |  |  |                     |  |
|                                                        |                                     | Elisabetta da Castel San Pietro    | …                         |  |  |       |  |  |                                            |  |  |                     |  |
| Annibale I Bentivoglio, signore di Bologna             |                                     | Elisabetta da Castel San Pietro    |                           |  |  |       |  |  |                                            |  |  |                     |  |
|                                                        |                                     | Gozzadino Gozzadini                | Simonino Gozzadini        |  |  |       |  |  |                                            |  |  |                     |  |
|                                                        |                                     | Gozzadino Gozzadini                | Simonino Gozzadini        |  |  |       |  |  |                                            |  |  |                     |  |
|                                                        |                                     | Gozzadino Gozzadini                | Francesca Constabili      |  |  |       |  |  |                                            |  |  |                     |  |
| Francesca Gozzadini                                    |                                     | Gozzadino Gozzadini                |                           |  |  |       |  |  |                                            |  |  |                     |  |
|                                                        |                                     | Costanza Scappi                    | Ugolino Scappi            |  |  |       |  |  |                                            |  |  |                     |  |
|                                                        |                                     | Costanza Scappi                    | Ugolino Scappi            |  |  |       |  |  |                                            |  |  |                     |  |
|                                                        |                                     | Costanza Scappi                    | …                         |  |  |       |  |  |                                            |  |  |                     |  |
| Giovanni II Bentivoglio, signore di Bologna            |                                     | Costanza Scappi                    |                           |  |  |       |  |  |                                            |  |  |                     |  |
|                                                        | Bernabò Visconti, signore di Milano | Stefano Visconti, signore di Arona |                           |  |  |       |  |  |                                            |  |  |                     |  |
|                                                        | Bernabò Visconti, signore di Milano | Stefano Visconti, signore di Arona |                           |  |  |       |  |  |                                            |  |  |                     |  |
|                                                        | Bernabò Visconti, signore di Milano | Valentina Doria                    |                           |  |  |       |  |  |                                            |  |  |                     |  |
| Lancillotto Visconti, conte di Pagazzano e Gera d'Adda | Bernabò Visconti, signore di Milano |                                    |                           |  |  |       |  |  |                                            |  |  |                     |  |
|                                                        |                                     | Donnina Porro                      | Leone Porro               |  |  |       |  |  |                                            |  |  |                     |  |
|                                                        |                                     | Donnina Porro                      | Leone Porro               |  |  |       |  |  |                                            |  |  |                     |  |
|                                                        |                                     | Donnina Porro                      | …                         |  |  |       |  |  |                                            |  |  |                     |  |
| Donnina Visconti                                       |                                     | Donnina Porro                      |                           |  |  |       |  |  |                                            |  |  |                     |  |
|                                                        |                                     | …                                  | …                         |  |  |       |  |  |                                            |  |  |                     |  |
|                                                        |                                     | …                                  | …                         |  |  |       |  |  |                                            |  |  |                     |  |
|                                                        |                                     | …                                  | …                         |  |  |       |  |  |                                            |  |  |                     |  |
| …                                                      |                                     | …                                  |                           |  |  |       |  |  |                                            |  |  |                     |  |
|                                                        |                                     | …                                  | …                         |  |  |       |  |  |                                            |  |  |                     |  |
|                                                        |                                     | …                                  | …                         |  |  |       |  |  |                                            |  |  |                     |  |
|                                                        |                                     | …                                  | …                         |  |  |       |  |  |                                            |  |  |                     |  |
|                                                        |                                     | …                                  |                           |  |  |       |  |  |                                            |  |  |                     |  |